# Alberts Rumba
Alberts Rumba (* 15. Oktober 1892 in Lielvircava; † 10. Juli 1962 in Riga) war ein lettischer Eisschnellläufer.
Rumba lief bei den Olympischen Winterspielen 1924 in Chamonix auf den 16. Platz über 500 m, jeweils auf den 11. Rang über 5000 m und 10.000 m und auf den zehnten Platz über 1500 m und errang damit den siebten Platz im Mehrkampf. Bei der Mehrkampf-Europameisterschaft 1926 in Chamonix wurde er Fünfter und bei der Mehrkampf-Weltmeisterschaft 1927 in Tampere Siebter. Im Winter 1927/28 kam er bei der Mehrkampf-Weltmeisterschaft 1928 in Davos auf den 12. Platz und bei den Olympischen Winterspielen 1928 in St. Moritz auf den 16. Platz über 500 m, auf den 15. Rang über 5000 m und auf den 14. Platz über 1500 m. Im Jahr 1928 wurde er zum Präsidenten des Lettischen Wintersportverbandes ernannt und 1934 zum Mitglied der Internationalen Eislaufunion gewählt. Zudem wurde er achtmal lettischer Meister im Mehrkampf (1924, 1926–1932).

## Persönliche Bestleistungen
| Disziplin | Zeit        | Datum           | Ort   |
| --------- | ----------- | --------------- | ----- |
| 500 m     | 45,2 s      | 4. Februar 1928 | Davos |
| 1000 m    | 1:33,4 min  | 30. Januar 1926 | Davos |
| 1500 m    | 2:24,4 min  | 5. Februar 1927 | Davos |
| 5000 m    | 8:59,8 min  | 5. Februar 1927 | Davos |
| 10.000 m  | 18:18,0 min | 4. Februar 1928 | Davos |